# Philippa Funnell
Philippa Rachel Funnell –conocida como Pippa Funnell– (Crowborough, 7 de octubre de 1968) es una jinete británica que compite en la modalidad de concurso completo.
Participó en tres Juegos Olímpicos de Verano, obteniendo en total tres medallas:  plata en Sídney 2000, por equipos (junto con Ian Stark, Jeanette Brakewell y Leslie Law), y dos en Atenas 2004, plata por equipos (con Jeanette Brakewell, Mary King, Leslie Law y William Fox-Pitt) y bronce en la prueba individual, además del quinto lugar en Río de Janeiro 2016 (por equipos).
Ganó una medalla de bronce en el Campeonato Mundial de Concurso Completo de 2002, y ocho medallas en el Campeonato Europeo de Concurso Completo entre los años 1999 y 2019.

## Palmarés internacional
| Juegos Olímpicos   | Juegos Olímpicos              | Juegos Olímpicos  | Juegos Olímpicos |
| Año                | Lugar                         | Medalla           | Categoría        |
| ------------------ | ----------------------------- | ----------------- | ---------------- |
| 2000               | Sídney (Australia)            | Medalla de plata  | Por equipos      |
| 2004               | Atenas (Grecia)               | Medalla de plata  | Por equipos      |
| 2004               | Atenas (Grecia)               | Medalla de bronce | Individual       |
| Campeonato Mundial |                               |                   |                  |
| Año                | Lugar                         | Medalla           | Categoría        |
| 2002               | Jerez de la Frontera (España) | Medalla de bronce | Por equipos      |
| Campeonato Europeo |                               |                   |                  |
| Año                | Lugar                         | Medalla           | Categoría        |
| 1999               | Luhmühlen (Alemania)          | Medalla de oro    | Individual       |
| 1999               | Luhmühlen (Alemania)          | Medalla de oro    | Por equipos      |
| 2001               | Pau (Francia)                 | Medalla de oro    | Individual       |
| 2001               | Pau (Francia)                 | Medalla de oro    | Por equipos      |
| 2003               | Punchestown (Irlanda)         | Medalla de oro    | Por equipos      |
| 2003               | Punchestown (Irlanda)         | Medalla de bronce | Indivuídual      |
| 2015               | Blair (Reino Unido)           | Medalla de plata  | Por equipos      |
| 2019               | Luhmühlen (Alemania)          | Medalla de plata  | Por equipos      |